# Вашон (Вашингтон)
Вашон (енгл. Vashon) насељено је место без административног статуса у америчкој савезној држави Вашингтон.

## Демографија
По попису из 2010. године број становника је 10.624, што је 501 (4,9%) становника више него 2000. године.
| Група             | 2000.         | 2010.         |
| Белци             | 9.308 (91,9%) | 9.556 (89,9%) |
| Афроамериканци    | 46 (0,5%)     | 90 (0,8%)     |
| Азијати           | 158 (1,6%)    | 175 (1,6%)    |
| Хиспаноамериканци | 259 (2,6%)    | 434 (4,1%)    |
| Укупно            | 10.123        | 10.624        |